# Czesław Piwosz
Czesław Piwosz (ur. 29 czerwca 1950 w Gronówku) – polski żużlowiec.

## Kariera
Sport żużlowy uprawiał w latach 1970–1985, przez całą karierę reprezentując barwy klubu Unia Leszno. Ośmiokrotnie zdobył medale drużynowych mistrzostw Polski: 2 złote (1979, 1980), 2 srebrne (1977, 1982) oraz 4 brązowe (1975, 1976, 1981, 1985), był również trzykrotnym zdobywcą drużynowego Pucharu Polski (1978, 1979, 1980) oraz mistrzem Polski par klubowych (Zielona Góra 1980).
Do innych jego sukcesów należały: trzykrotny udział w finałach indywidualnych mistrzostw Polski (Gorzów Wielkopolski 1976 – XVI m., Gorzów Wielkopolski 1977 – XIII m., Leszno 1980 – XIII m.), trzykrotny udział w finałach turnieju o "Złoty Kask" (cykl turniejów 1976 – XIII m., cykl turniejów 1980 – V m., Leszno 1983 – X m.) oraz awans do finału młodzieżowych indywidualnych mistrzostw Polski (Leszno 1972 – jako zawodnik rezerwowy).